# Laboratoire national d'Oak Ridge
Le laboratoire national d'Oak Ridge (en abrégé ORNL, pour Oak Ridge National Laboratory), situé à Oak Ridge, dans le Tennessee aux États-Unis, est un laboratoire pluridisciplinaire de science et de technologie dirigé par UT-Battelle (en), un consortium réunissant l'université du Tennessee et le Battelle Memorial Institute, pour le compte du département de l'Énergie des États-Unis (DOE).

## Mission
Actuellement (en 2015), les scientifiques et les ingénieurs du site effectuent de la recherche fondamentale et appliquée pour améliorer leur connaissance et renforcer leur expertise des domaines scientifiques et technologiques permettant l'amélioration de l'approvisionnement en énergie, la protection de l'environnement et de la contribution à la sécurité nucléaire. En 2000, l'ORNL est le laboratoire-phare du volet sur le combustible MOX de l'élimination du plutonium militaire. C'est là que sont menées les recherches et développements devant « définir, développer et démontrer les technologies nécessaires pour la mise en œuvre de cette option ». Il dirige une équipe russo-américaine de techniciens experts en conception et analyse de sûreté des cœurs MOX (hybrides et complets) pour les surgénérateurs russes.
Depuis plusieurs années a été construite dans le plus grand secret à Oak Ridge une maquette des installations nucléaires iraniennes, dont le site nucléaire de Fordow, afin de modéliser les capacités de l'Iran à fabriquer une bombe atomique. La maquette est fabriquée avec des centrifugeuses et du matériel acquis lors du démantèlement du programme nucléaire de la Libye.

## Histoire

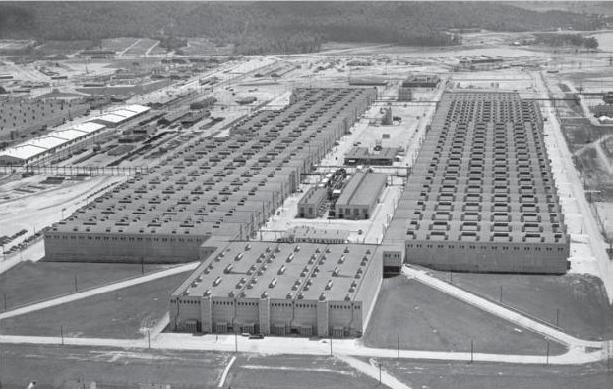
Usine de séparation de l'uranium K-25 d'Oak Ridge (vue depuis le nord).

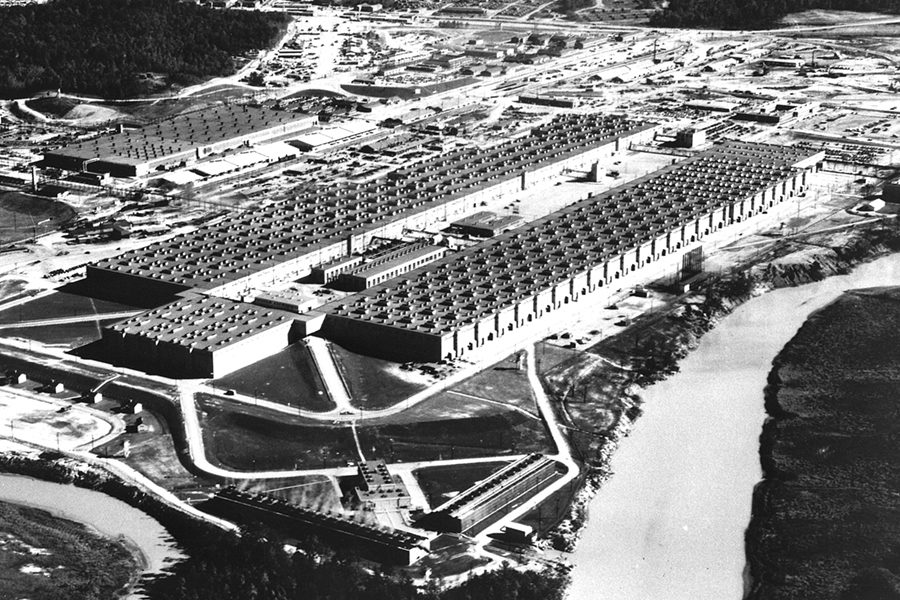
Usine de séparation de l'uranium K-25 d'Oak Ridge (vue depuis le nord-ouest).

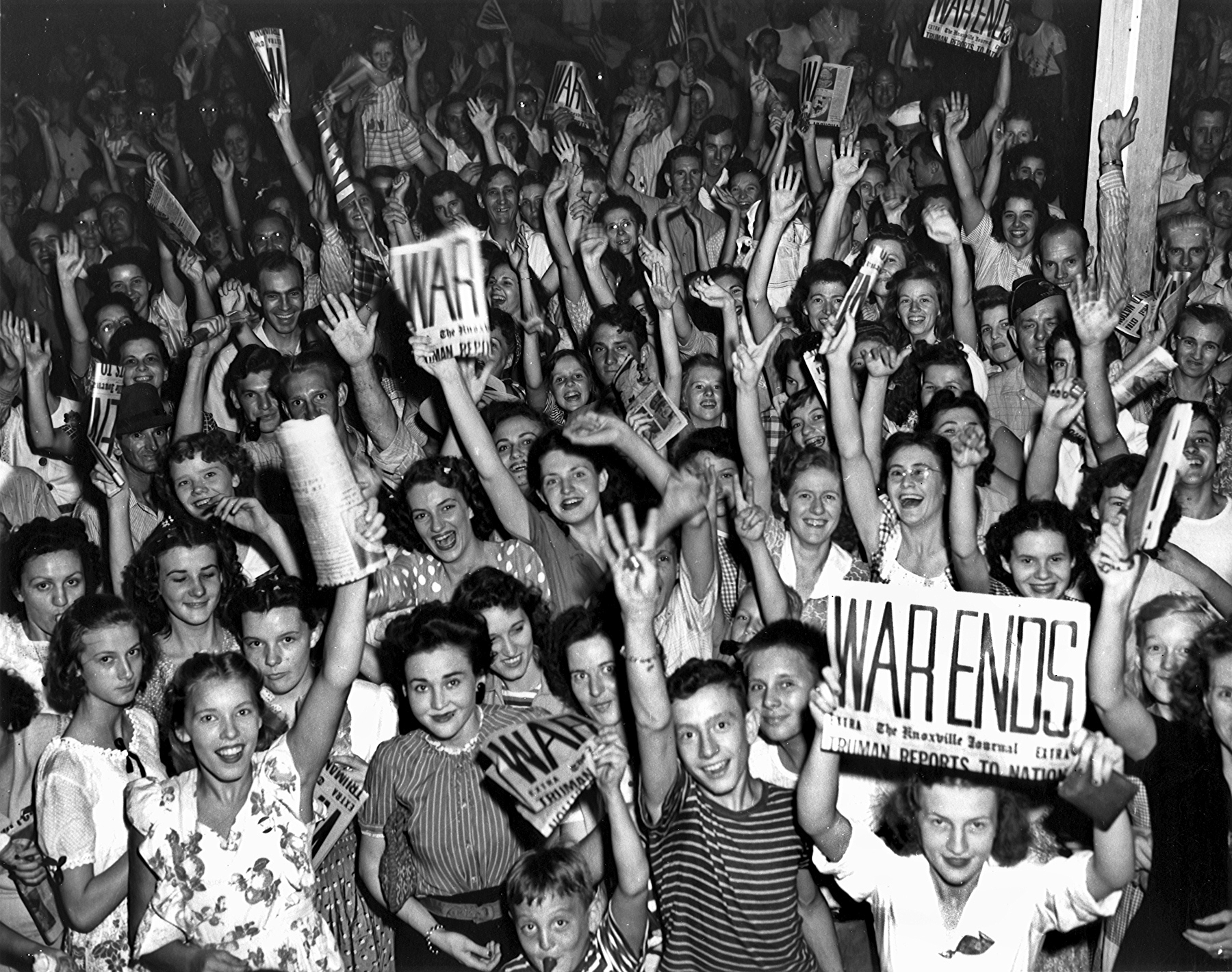
Personnel d'Oak Ridge célébrant le retour à la paix le 15 août 1945. Ils ont contribué au projet Manhattan.

L'installation a été créée à l'origine dans le cadre du projet Manhattan en 1943, pendant la Seconde Guerre mondiale lorsque les politiques et les scientifiques américains s'effrayèrent de la possibilité par l'Allemagne nazie de développer rapidement des armes atomiques.
Le laboratoire et la ville d'Oak Ridge furent construits en moins d'un an dans une région isolée sur des fermes situées dans les montagnes de l'est du Tennessee. Oak Ridge devint une ville secrète sous le nom de Site X où sont venus s'installer 75 000 résidents en moins de deux ans.

« Cet endroit, choisi par le colonel James C. Marshall (en) et le colonel Kenneth Nichols en juin, plut beaucoup à Groves. Il correspondait à toutes les conditions nécessaires aux futures usines atomiques : situation isolée avec de l'énergie électrique, de l'eau en abondance, une population presque inexistante, un accès facile par la route et le rail, un climat très doux permettant de travailler au-dehors toute l'année. »

Oak Ridge fut le premier site choisi parmi ceux qui allaient devenir les organes « vitaux » du projet Manhattan. C'est à Oak Ridge que furent bâtis les calutrons ainsi que les plus gros électro-aimants jamais vus à cette époque (pesant 3 000 à 10 000 tonnes), et que furent traitées chacune des centaines de bobines en argent pur qui contenaient entre 12 et 21 tonnes de métal. En parallèle, deux autres centres d'égale importance furent mis en service : Hanford, « la cité du plutonium », située à proximité de Richland, et où travaillèrent de nombreux prix Nobel dont Enrico Fermi, et Los Alamos au Nouveau-Mexique, site d'assemblage de la bombe atomique que dirigeait le docteur Oppenheimer.
Le site d'Oak Ridge devait accueillir l'usine de diffusion gazeuse — désignée sous le code K-25 — où s'opérait la séparation des deux isotopes de l'uranium : U238 et U235 (celui utilisé dans le procédé de fission).

« Au printemps de 1944, malgré quelques succès technologiques sensationnels, la situation demeurait critique à Oak Ridge, car on n'y avait pas encore produit d'uranium 235. Les usines électro-magnétiques, extrêmement coûteuses, ne semblaient pas fournir assez de matière en temps voulu. (…) La séparation de l'uranium 235, le seul utilisable, restait le problème majeur du Projet Manhattan. »

Plusieurs prototypes de réacteurs furent construits sur le site dont le Réacteur expérimental à sels fondus construit en 1964 et exploité jusqu'en 1969.

## Oak Ridge dans la culture populaire
Le nom du laboratoire est mentionné dans l'épisode 18 de la saison 4 de la série américaine The Big Bang Theory, où Sheldon utilise les capacités des calculateurs informatiques afin de comprendre un tour de magie.
L’extérieur du centre de séparation de l’uranium sert de modèle à Hergé au centre de recherches atomiques de Sbrodj de dans les albums Objectif Lune et On a marché sur la Lune.